# Ружинско македонско благотворително братство
Ружинското македонско благотворително културно-просветно братство „Тодор Александров“ е организация на бежанците от областта Македония, установили се във видинското село Ружинци.

## История
На 16 май 1926 година е образувано новото братство. В неговото ръководство влизат Георги Янакиев (председател), Харитон Танушев (подпредседател), Христо Гешев (секретар касиер), а съветници са Иван Вауков, Ангел Г. Вауков и Трайко Димитров.